# Ferrovia del Resia
La ferrovia del Resia (in tedesco Reschenscheideckbahn o Reschenbahn) è un progetto di ferrovia, mai realizzata, che intendeva collegare Malles Venosta (Mals) con Landeck.

## Storia

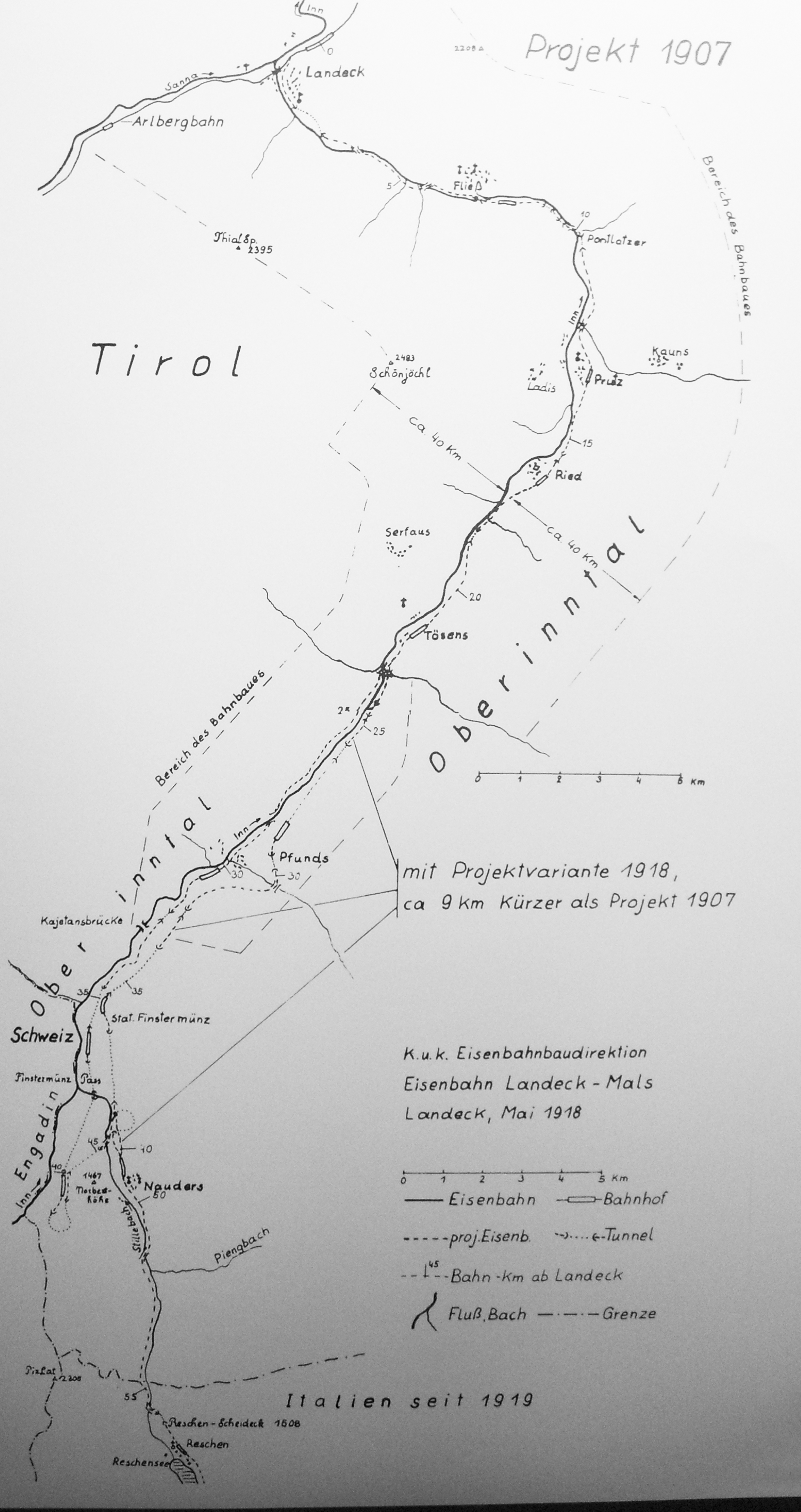
Progetto della ferrovia del Resia del 1907 con la variante progettata nel 1918

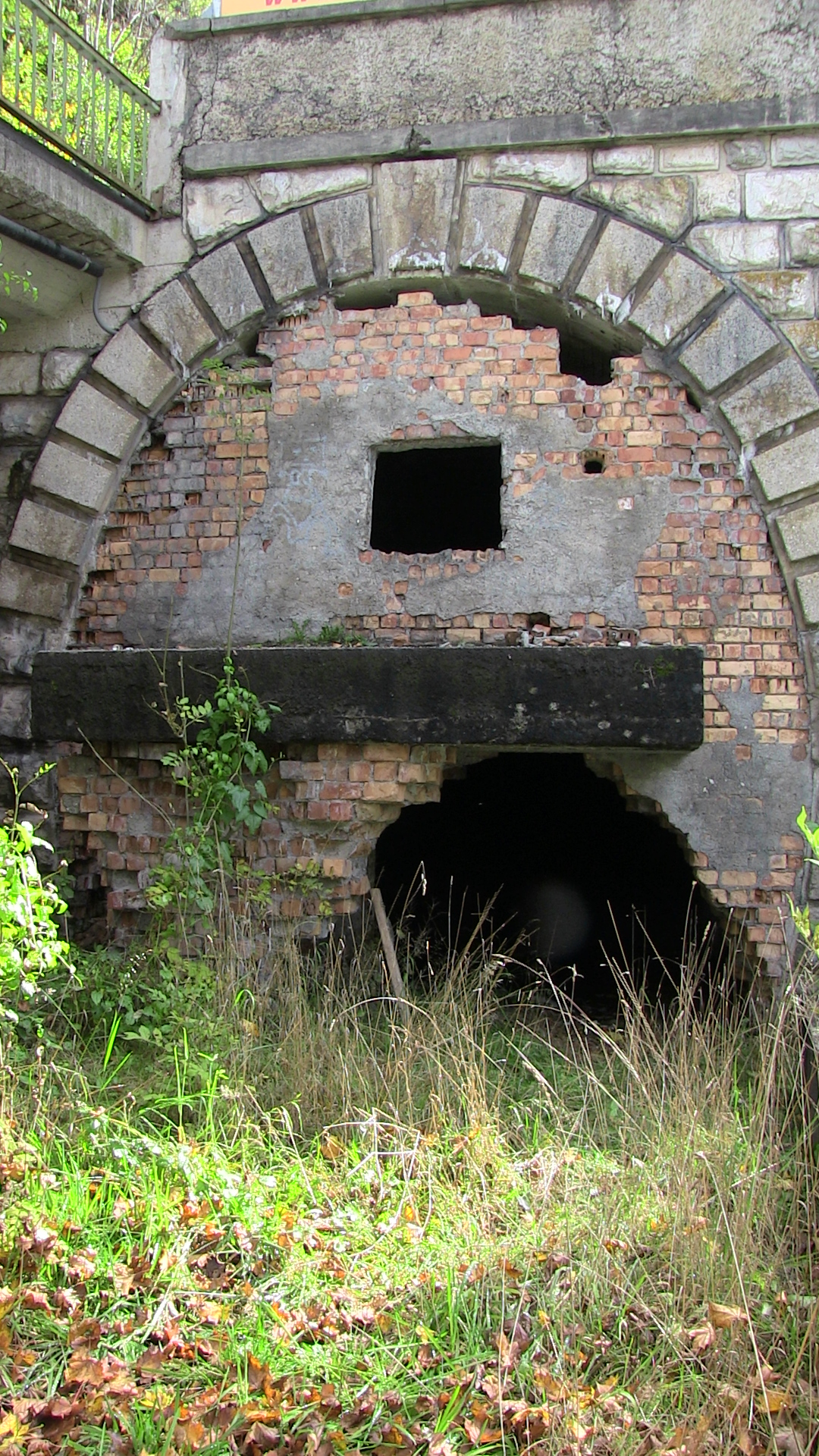
Il portale a valle della galleria abbandonata dello Schlossberg, nei pressi di Landeck, sulla ferrovia del Resia

Il primo progetto in assoluto di una ferrovia del passo di Resia risale al 1891 e si deve all'ingegnere tedesco Franz Kreuter di Monaco di Baviera che prevedeva un collegamento Malles-Landeck di 128 km con pendenze massime di 50 mm/m con tratti a cremagliera.
Il progetto sul quale vennero iniziati i lavori fu elaborato nel 1907 da Von Chabert, direttore dei lavori della ferrovia della Val Venosta; secondo questo progetto dalla linea principale Malles-Landeck, ridotta a 87 km con pendenze massime di 25 mm/m, si sarebbe staccata un'antenna da realizzarsi a scartamento metrico, che da Pfunds avrebbe collegato Scuol-Tarasp, capolinea orientale della ferrovia Retica. Il progetto venne ulteriormente dettagliato nel 1909 spostando la stazione di partenza della linea a scartamento metrico per la Svizzera da Pfunds a Tösens e prevedendo ben tre varianti per la rampa sud da Malles a Burgusio, ma l'attivazione nel 1912 della ferrovia Garmisch-Innsbruck ne fece rimandare la realizzazione.
La costruzione della linea del Resia fu poi autorizzata nel 1918 per ragioni militari e i progetti pressoché definitivi del 1907 e 1909 furono rimaneggiati dall'ingegner Örley, che era stato progettista anche della ferrovia della Val di Fiemme, portando la pendenza massima a 29 mm/m ed eliminando alcuni ponti e gallerie con lo scopo di velocizzare i tempi di costruzione di una linea per uso prettamente militare.
I lavori furono avviati il 1º aprile 1918 e proseguirono celermente con l'impiego di molti prigionieri di guerra, soprattutto russi, fino a interrompersi il 31 ottobre 1918 quando l'impero austro-ungarico era in procinto di sgretolarsi.
In seguito all'annessione dell'Alto Adige all'Italia, avvenuta nel 1919 con il trattato di Saint Germain, la linea passò in gestione alle Ferrovie dello Stato e all'Austria venne imposto di terminare la ferrovia del Resia, formalmente come riparazione per i danni di guerra, ma con il concorso finanziario italiano se ritenuto necessario, con la ripresa dei lavori entro cinque anni; tuttavia, nonostante un invito formale italiano alla ripresa dei lavori da parte austriaca nel 1925, negando allo stesso tempo il supporto finanziario richiesto, la questione della ferrovia del Resia decadde per lo scarso interesse di entrambe le nazioni per una nuova linea internazionale.

## Percorso
| Continuation backward |

| Station on track |

| Unknown route-map component "CONTgq" | Unknown route-map component "xABZgr" |  |

| Unknown route-map component "exLHST" |

| Unknown route-map component "exTUNNEL1" |

| Unknown route-map component "exhLKRZWae" |

| Unknown route-map component "exhLKRZWae" |

| Unknown route-map component "exLHST" |

| Unknown route-map component "exhLKRZWae" |

| Unknown route-map component "exLBHF" |

| Unknown route-map component "exTUNNEL2" |

| Unknown route-map component "exTUNNEL2" |

| Unknown route-map component "exhLKRZWae" |

| Unknown route-map component "exTUNNEL1" |

| Unknown route-map component "exhLKRZWae" |

| Unknown route-map component "exLBHF" |

| Unknown route-map component "exLBHF" |

| Unknown route-map component "exTUNNEL1" |

| Unknown route-map component "exLBHF" |

| Unknown route-map component "exLCONTgq" | Unknown route-map component "exLABZgr" |  |

| Unknown route-map component "exhLKRZWae" |

| Unknown route-map component "exhLKRZWae" |

| Unknown route-map component "exLBHF" |

| Unknown route-map component "exBST" |

| Unknown route-map component "exLBHF" |

| Unknown route-map component "exLBHF" |

| Unknown route-map component "exBST" |

| Unknown route-map component "GRZq" + Unknown route-map component "xGRENZE" |

| Unknown route-map component "exLBHF" |

| Unknown route-map component "exLBHF" |

| Unknown route-map component "exLBHF" |

| Unknown route-map component "exLBHF" |

| Unknown route-map component "exLBHF" |

| Unknown route-map component "ENDExa" |

| Station on track |

| Continuation forward |